# 칼카강 전투

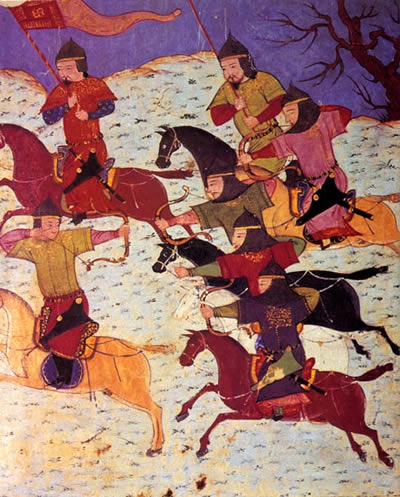
몽골의 궁기병

칼카강 전투(Battle of the Kalka River)는 제베와 수부타이가 군대를 이끄는 몽골 제국과 키예프, 갈리치아-볼히니아를 포함한 여러 러시아 공국, 쾨텐(Köten) 휘하의 쿠만(Cumans) 연합군 사이에 벌어졌다. 이들은 므스티슬라프 볼드와 므스티슬라프 3세의 공동 지휘하에있었다. 이 전투는 1223년 5월 31일 현재의 우크라이나 도네츠크 주의 칼카 강 유역에서 벌어졌는데, 몽골의 결정적인 승리로 끝났다.
몽골의 중앙아시아 침공과 그에 따른 호라즘 제국의 붕괴 이후, 제베 장군과 수부타이 장군이 지휘하는 몽골군이 이라크 아잠으로 진격했다. 제베는 코카서스를 거쳐 본군으로 돌아가기 전까지 몇 년간 정복을 계속해 달라고 몽골 황제 징기스칸에게 허가를 요청했다. 징기스칸의 대답을 기다리는 동안 두 사람은 조지아 왕국을 공격하는 습격에 나섰다. 징기스칸은 두 사람에게 원정을 수행할 수 있는 권한을 부여했고, 코카서스를 통과한 후 그들은 쿠만인을 물리치기 전에 백인 부족 연합을 격파했다. 쿠만 칸은 그의 사위인 갈리시아의 므스티슬라프 므스티슬라비치(Mstislav Mstislavich)의 궁정으로 도망쳤고, 그는 몽골과의 싸움을 돕겠다고 확신했다. 므스티슬라프 볼드는 키예프의 므스티슬라프 3세를 포함한 루스 공후들의 동맹을 형성했다.
루스 연합군은 처음에 몽골의 후위대를 격파했다. 루스는 며칠 동안 퇴각하는 척하는 몽골 인을 추격하여 군대를 퍼뜨렸다. 몽골군은 칼카 강 유역에서 멈춰 전투 대형을 취했다. 므스티슬라프 볼드와 그의 쿠만 동맹국은 루스의 나머지 군대를 기다리지 않고 몽골을 공격하여 패배했다. 뒤따른 혼란 속에서 몇몇 다른 루스 공후들은 패배했고, 키예프의 므스티슬라프는 요새화된 진영으로 후퇴할 수밖에 없었다. 3일 동안 버텼던 그는 자신과 부하들의 안전한 행동을 약속하는 대가로 항복했다. 그러나 그들이 항복하자 몽골인들은 그들을 학살하고 키예프의 므스티슬라프를 처형했다. 므스티슬라프 볼드는 탈출했고 몽골인들은 아시아로 돌아가 징기스칸과 합류했다.

### 인쇄된 출처
- Boldur, Alexandru (1992). "Istoria Basarabiei" Editura Victor Frunză, București.
- Cross, Samuel Hazzard, and Olgerd P. Sherbowitz-Wetzor, trans. (1953). Russian Primary Chronicle. Lavrentian Text  Cambridge, MA: Medieval Academy of America.
- Fennell, John (1983). The Crisis of Medieval Russia 1200–1304. London and New York: Longman. ISBN 0-582-48150-3
- Gabriel, Richard (2004). 《Subotai The Valiant: Genghis Khan's Greatest General》. Praeger. ISBN 0-275-97582-7.
- de Hartog, Leo (1989). Genghis Khan: Conqueror of the World. I.B.Tauris. ISBN 1-85043-139-6
- Jackson, Peter (2005). The Mongols and the West, 1221–1410. Pearson Education Limited. ISBN 0-582-36896-0
- Marshall, Robert (1993). Storm from the East: From Genghis Khan to Khubilai Khan. University of California Press. ISBN 0-520-08300-8
- Martin, Janet (1995). Medieval Russia: 980–1584. Cambridge University Press. ISBN 0-521-36276-8
- Michell, Robert, and Neville Forbes, eds. and trans. (1914). The Chronicle of Novgorod (1914).  London: Camden Society.
- Hugh Munro, Hector (1900). The Rise of the Russian Empire. G. Richards.
- Wallace, Robert (1967). Rise of Russia. Time-Life Books. ISBN 0-900658-37-1

### 온라인 자원
- The Chronicle of Novgorod online: http://faculty.washington.edu/dwaugh/rus/texts/MF1914.pdf
- Rossabi, Morris (October 2004). “All the Khan's horses” (PDF). Columbia University. 2008년 4월 4일에 확인함.

[[